# ウェディングドレス
- ウェディングドレス
- ウエディングドレス

ウェディングドレス（英語: wedding dress）とは、英語の広義では国や民族および宗教などに関係なく花嫁衣装のすべてを総称する意味だが、今日の日本では西洋式の結婚式で花嫁が着用する白いドレスを示すことが多い。そのため、本記事では後者について述べる。

## 概要

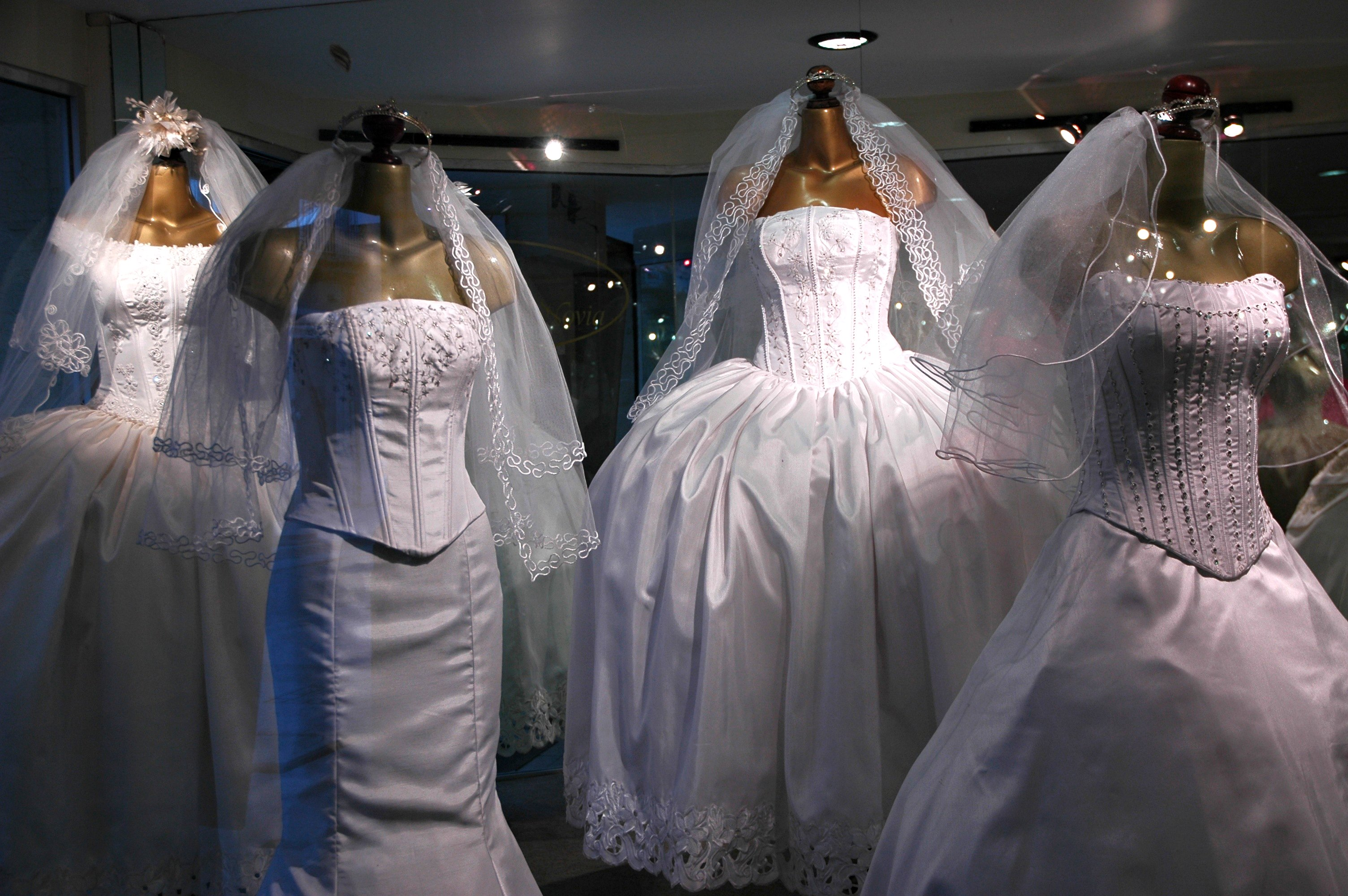
ストラップレスドレス

花嫁衣裳の一種であり、ヨーロッパを起源とし、西洋の白人文化の拡散に伴い世界中で普及している。
ドレス本体とそれに併せる衣装（ベール、グローブ、靴）やウェディングドレス専用ファウンデーション（ブライダルインナー、ストッキング）などは清潔感や清純さを象徴する白色を基調としており、白色系のドレスは一般的にピュアホワイト(純白)、オフホワイト、アイボリーの3色に区分される。稀に桃色・水色などのカラードレスが見られるが、それらも極力淡い色を用いる。
ドレスの形状については、アメリカの市場調査によると21世紀初頭には市場に出回っているウェディングドレスの約75％がノースリーブとストラップレスドレスとなっている。

## 歴史
欧米における結婚習俗や婚礼は、ギリシャ・ローマ文化とキリスト教文化を基に発展を遂げてきたものであり、現代社会において世界中で一般的になっている婚礼慣習の多くも西洋の結婚史から由来する。起源はローマ帝国の時代にさかのぼる。ヨーロッパにキリスト教が普及すると、結婚式は教会で行なわれるようになり、その際に王侯貴族の花嫁が婚姻儀礼用に着用した衣装がウェディングドレスの始まりであった。中世では青、赤、緑の絹やベルベットの布地を基調に金糸・銀糸の刺繍の縫い取りがあるものが着られた。この婚礼衣装は、花嫁の家の経済力や社会的な地位などを誇示することを目的としたため非常に豪華なものであった。また、しばしば家紋の刺繍も入っていた。16世紀末になると、スペイン宮廷での流行を背景に黒や暗色がウェディングドレスの色として流行した。この色は特に中産階級の間でもその手入れのし易さと婚礼以外の祝祭日での着用が可能であることから積極的に取り入れられ、20世紀初頭にいたるまで広く着られた。1900年ごろには、黒のドレスに白いベールというスタイルも流行した。白いドレスはすでに史料上17世紀末までさかのぼることができるが、18世紀後半以降、特に19世紀に入ってヴィクトリア女王が着用した白い結婚衣裳をきっかけに急速に普及したとされる。
元来、世界の諸民族・諸文化には独自の結婚装束があったが、白人主流派の先進国であるアングロサクソン諸国の文化の世界的拡散によりウェディングドレスが広く普及し、従来のものを圧倒している例も見られる。例えば、東アジア文化圏においては白は死装束の色であり、本来は忌み嫌われ慶事には避けられたが、西洋文化の流入と共に（従来から白無垢が用いられていた）日本はもちろん、韓国・中国・台湾などでも純白のウェディングドレスが好まれるようになっている。
日本では、1873年に長崎で磯部於平（いそべ おつね）という女性が中国人と結婚した際に初めてウェディングドレスを着用した。2年後に森有礼も西洋式の結婚式を行なったが、当時の日本にはウェディングドレスはなく、舶来品であった。その後も洋式の結婚式はごく一部の著名人に限られた。一般向けとしては、1929年の婦人雑誌に洋装花嫁としてウェディングドレスを紹介する記事が出たのを嚆矢とするが、当時の結婚式は神前式・人前式が多数であり、普及しなかった。第二次世界大戦後はアメリカ文化の流入で一般にも知られるようになったが、ウェディングドレスの絶対数が少なく、洋装での挙式を受け入れる体制が不充分だったこともあり、1960年頃でもウェディングドレスの利用者は全体の3%程度であった。元々ウェディングドレスは欧米人の立体的な体型に合わせて作られたものであったが、西洋白人文化への根強い憧憬、服装をはじめとする生活様式の洋風化、また和装の花嫁衣装に比べて廉価で着用も容易であるなどの利点があり、1960年代後半から1980年代にかけて日本でも急速に普及した。1970年代頃から、日本のドレスデザイナーに加えて海外ブランドもウェディングドレス市場に参入するなど、和装を圧倒し、現在では花嫁衣装の主流を占めるに至った。

## 諸相

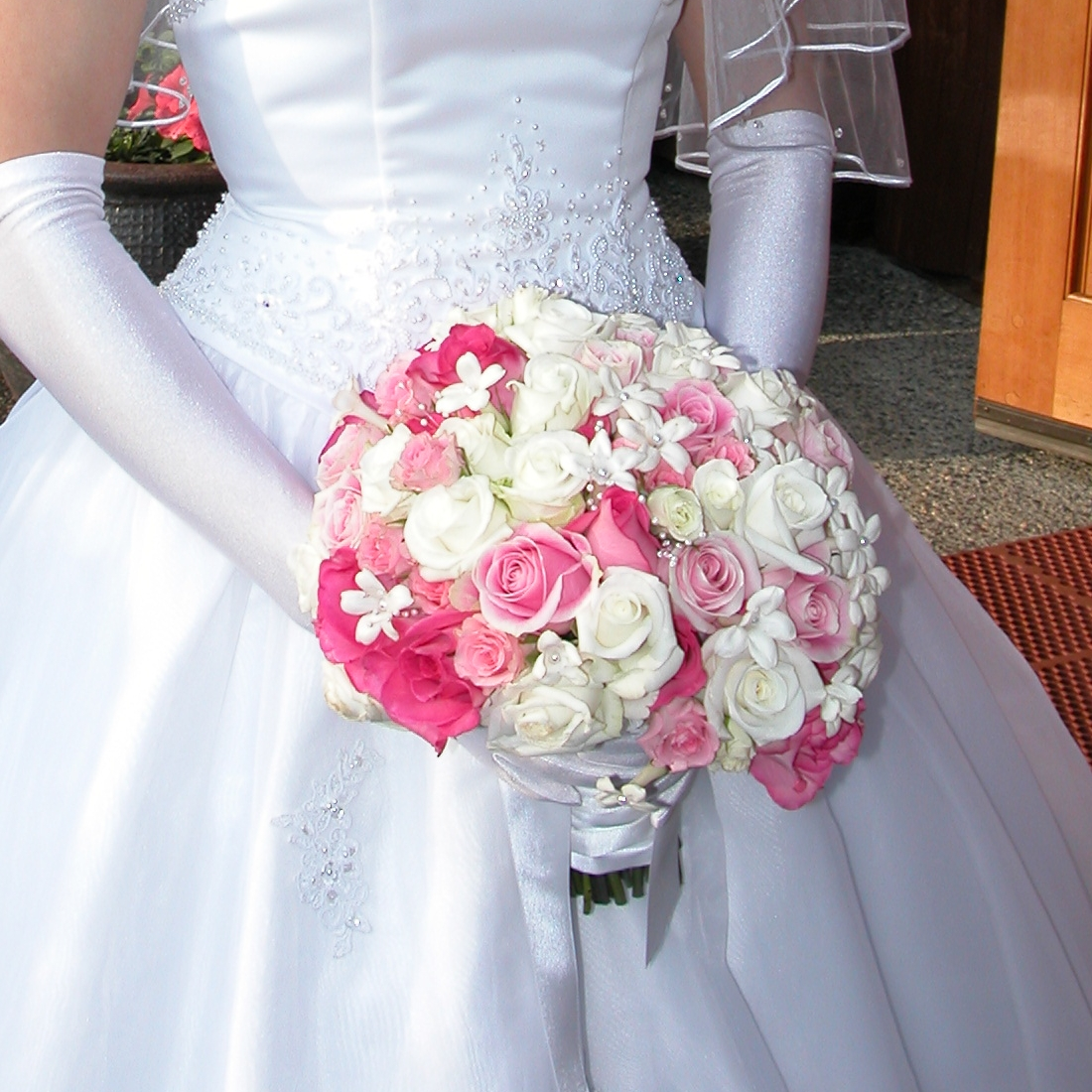
肘上丈の白の長手袋

本来ウェディングドレスは、キリスト教における婚姻の儀礼用の衣装であったので、戒律に厳しく儀式を重んじるカトリック系の教会では肌の露出を抑えることが求められた。そのため、ベールで顔を隠し、胸元が隠れるようにすること、上衣は基本的に長袖とし手には白の手袋が着用された。また、ドレスに付けるトレーン（レース柄があしらわれた引き裾）は長いものを使用することが望まれ、長いものほど格式が高いとされる。
しかし、第二次世界大戦後は社会に対する宗教的規制が弱まり、自由を求める機運が高まったことや女性の社会的地位が上がったこともあって、ウェディングドレスのデザインも従来の観念にとらわれなくなり、また女性の美や魅力を強調する傾向もあって、ストラップレスドレス・バックレスドレス・ノースリーブ・ホルターネックなどのような肩・胸・背を大胆に露出するものが人気を呼び、日本でも1990年代からこうした型のドレスが増えている。そのような袖のないドレスでは腕には肘上まである白の長手袋を着用するスタイルが正式である。また、近年ではローブ・デコルテ風のウェディングドレスデザインも脚光を浴びている。
純白のドレスとベールは、本来は処女のみ着用が許されている。処女でない女性は着色されたドレスを着用する。教父・テルトゥリアヌスは、聖書のリベカにならい、処女の花嫁はヴェールをかぶるべきだとした。ヴェールは女性の処女性と従順の象徴である。
中華人民共和国では近年、大学を卒業する女子大学生が欧米のデビュタントに擬えてウェディングドレスを着て卒業式に参加することが流行している。

## ドレスライン
| 名称              | 説明 | イメージ          |
| ----------------- | --- | ----------------- |
| Aライン           | アルファベットのAのように、バスト下やウエストから直線的に裾が広がった型。 | Aライン           |
| マーメイドライン  | 体にぴったりしたドレスで、膝下付近から裾を広げ、人魚の尾ひれ状にした型。 | マーメイドライン  |
| プリンセスライン1 | 上半身は体にフィットし、腰から裾にギャザーで広がった型。いわゆる「お姫様ドレス」型なのでこう呼ばれる。 | プリンセスライン1 |
| プリンセスライン2 | 腰での切り替えがなく、身頃に縦方向にダーツを入れることにより身体のラインに合わせた型。スカート部分はフレア型になる。イギリス国王エドワード7世の王妃アレクサンドラが王太子妃時代に好んで着たのでこう呼ばれる。この型が本来のプリンセスラインであるが、昨今では上記の「お姫様ドレス」型の方をプリンセスラインと呼ぶことも多い。 | プリンセスライン2 |
| ボールガウン      | 上半身は体にフィットし、腰から裾にギャザーでプリンセスラインよりも更に広がった型。本来は舞踏会で使用されている「デビュタントドレス」型。 | ボールガウン      |
| スレンダーライン  | 体の線に沿った細身のドレス。裾も狭く、大人っぽい型。 | スレンダーライン  |
| ベルライン        | 「鐘」という名称通り、ウエストを絞って腰回りを膨らませた型。ベル&ドームラインと呼称されることもある。 | ベルライン        |
| エンパイアライン  | 裾がバスト下から直線的に落ちていてほとんど広がらず、ギリシア神話の女神が着用しているようなハイウェストの型。ナポレオン帝政時代に流行ったためこう呼ばれる。 | エンパイアライン  |
| ミニ              | ミディ丈のものは1960年前後から発表されていたが、1965年にミニスカートが発表されるとウェディングドレスもミニ丈のものが現われた。しかし斬新なスタイルにとどまり、ほとんど普及していない。1980年代後半に流行した女性アイドルのステージドレスがこれに似る。                                                                        | ミニ              |

## 小物
- ティアラ：冠型のヘアアクセサリー。西欧の王侯貴族の結婚式などの影響で、日本でも一般的化した。
- ベール：薄い布で作られ、顔全体を覆うものから束髪に結んで垂らすもの、申し訳程度に着けるものなど変化に富む。悪魔や悪霊から花嫁を守る意味があった。
- パニエ：スカートを膨らませるため、張りのある素材で作られたアンダースカート。
- トレーン：引き裾。後方に長く引きずるドレスの裾部分で、長いものほど格式が高いとされる。
- グローブ：手袋のことであり、かつてはグローブの着用は不可欠であった[19]。素材はレース,オーガンジー,サテン(シルクやナイロン)など様々である。一般的にドレスの袖が無い（ストラップレス・バックレス・ノースリーブ・ホルターネックなど）か短い場合は長いものを[20]、長袖の場合は短いものを着用する[21][22][23]。手袋は長いほどフォーマル性が高く[24]、厳かな格式が求められる正統派挙式スタイルの場合はグローブは必須であり[25][26]、オペラグローブと呼ばれる肘上から二の腕まで至る長い手袋を着用する[27][28]。グローブの色はドレスの色を乱さないよう[29][30][31]白色が標準である[32][33]。
- ブライダルインナー：ウエディングドレスを美しく着用するための下着であり、ドレスの下に着用しその美しいラインを造り出せるようボディラインを整える補正下着の一種である。インナーの色は、ドレスの色との統一性を保たせるため白色が基本である[34][35]。
- ホーザリー：結婚式[36][37]は肌の露出を抑えることが求められる神聖な場であるため、参加する成人女性はストッキングの着用が必須であり[38][39]、ドレスの裾が長く脚が隠れる場合でも生脚での出席はマナー違反である[40][41]。ただし、黒のストッキングは葬式の喪服を連想させ縁起が悪い[42]ので不相応である[43][44]。ウェディングドレスを着用する花嫁のストッキングの色は、白色[45][46]もしくはベージュが一般的である[47][48]が、照明が十分に明るくない会場では、花嫁の全身が白なのでベージュのストッキングだと相対的に脚が黒っぽく見えやすく[49]清楚な花嫁の印象を損ねることもある[50]。また、格式を重んじる教会や大聖堂での挙式では花嫁の清純さが重視され、純粋無垢の象徴でもある白色が尊重されるため、そのような厳格な会場では白色のストッキングが相応しい[51]。
- 靴：パンプスがオーソドックスであるが、サンダルやミュールも用いられる。また、装飾のないものからビーズやレースやリボンで飾ったものなど多種多様である。
- ブーケ：花束のこと。水の流れを模したカスケードブーケ、三日月形のクレセントブーケ、丸く束ねたラウンドブーケ、花輪型のリースブーケなど。
- 結婚指輪：発祥は古代ローマ。生命の輪廻と永遠を象徴すると言われ、金は2世紀から、ダイヤモンドは15世紀から用いられるようになった。